# Heliga Treenighetens kyrka, Alvanovo
Heliga Treenighetens kyrka (bulgariska: Църква "Света Троица"; translitteration: Tsarkva "Sveta Troitsa") är en bulgarisk-ortodox stenkyrkobyggnad belägen i byn Alvanovo, i kommunen Obsjtina Tărgovisjte i regionen Tărgovisjte, i nordöstra Bulgarien.
Kyrkan är helgad åt Treenigheten och tillhör det bulgarisk-ortodoxa stiftet Varnas och Veliki Preslavs stift. Den är också den äldsta kyrkan i den byn.

## Historik
Heliga Treenighetens kyrka i Alvanovo byggdes år 1896.

## Inventarier
Omkring 2010 hade kyrkans ikoner och fresker skadats av fukt, vilket kostade mellan 3000 och 4000 leva. Vid den tiden hade kyrkan inte varit i bruk på över 40 år.

### Allmänna källor
- Личен сайт - Църква"Света Троица" (archive.org)
- Алваново – малкото село в глобалното село - GoTargo
- Спасяват църквата в Алваново (blitz.bg)